# Onyx Grand Prix
Onyx Grand Prix — британская автогоночная организация, известная по своим выступлениям в ряде кольцевых автогоночных серий.
База команды располагалась в Западном Суссексе, Великобритания.

## Общая информация

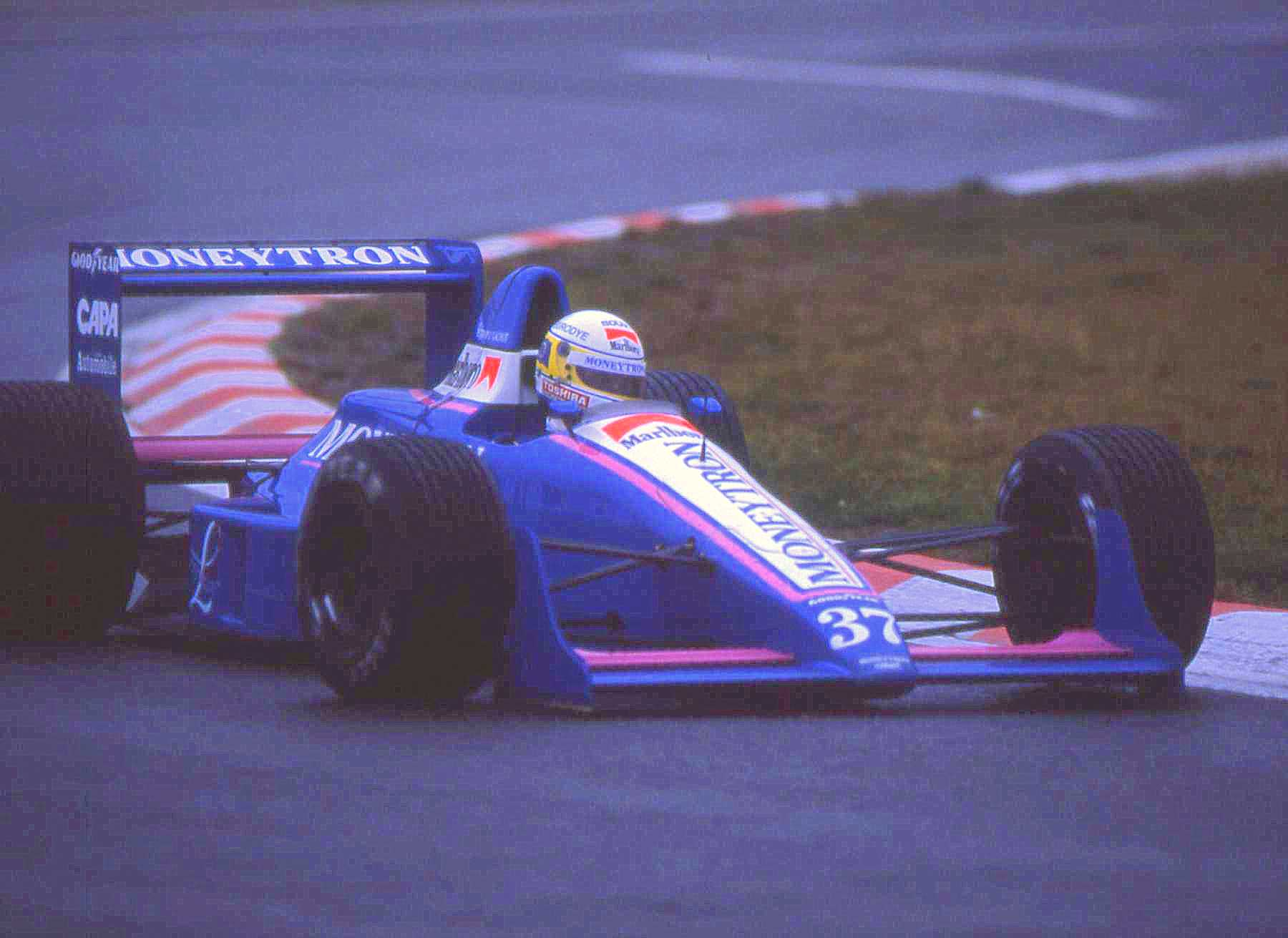
Бертран Гашо на Гран-при Бельгии 1989 года

Проект «Onyx» создан в конце 1978 года Майком Эрлом и Грегом Филдом. Эрл к тому моменту уже имел опыт работы с техникой «Формулы-3», «Формулы-2», «Формулы-5000», «Формулы-Atlantic» и «Формулы-1» (в последнем случае Майк сотрудничал с командой «LEC» и Дэвидом Пэрли). В 1979 году новая организация попробовала участвовать в европейской «Формуле-2» с собственным шасси, но не смогла быстро добиться результата и досрочно свернула доводку техники. Через год компания вернулась в серию с покупным шасси «March». Сотрудничая с Джонни Чекотто и Риккардо Палетти команда вскоре смогла добиться нескольких подиумов в данном чемпионате.
В 1982 году «Onyx» впервые отметился в чемпионате мира «Формулы-1», обслуживая на бельгийском этапе частный «March» Эмилио де Вильоты. Опыт показался руководителям команды позитивным, хотя испанец и не пробился на старт, и на следующий сезон они попытались выставить собственную заявку. Было достигнуто предварительное соглашение с Палетти, но планы в итоге пришлось отложить на некоторое время, после того как итальянец разбился на Гран-при Канады.
Следующие несколько сезонов организация провела в европейской «Формуле-2», где накануне сезона-1983 выкупила имущество заводской команды «March» у её совладельца Робина Херда. Ход себя оправдал — пилоты «Onyx» быстро смогли вклиниться в число лидеров серии, а Беппе Габьяни уже по итогам первого сезона принёс организации третье место в личном зачёте, выиграв четыре гонки. Через год команда была менее успешна, а в 1985 году, с преобразованием чемпионата под регламент «Формулы-3000» смогла вновь вывести своих гонщиков на лидерские позиции: два сезона подряд Эмануэле Пирро останавливается в нескольких очках от титула, а в 1987 году Стефано Модена наконец приносит организации первый в её истории столь крупный трофей. Через год «Onyx» пробует защитить титул, но менеджмент очень сильно не угадывает с пилотским составом: лишь Фолькер Вайдлер приносит организации хоть какие-то очки.
Полученная уверенность в своих силах позволила Эрлу и Филду начать по ходу 1988 года разработку проекта по переходу в чемпионат мира «Формулы-1». Команда подписывает спонсорские контракты с «Moneytron» и «Marlboro»; часть её акций выкупает бельгийский бизнесмен Жан-Пьер ван Россем. Проектирование первого собственного шасси поручается Алану Дженкинсу, до того неплохо проявившего себя в конструкторском бюро «McLaren». В качестве пилотов приходят уже весьма опытный Стефан Юханссон, а также недавний соперник команды по «Формуле-3000» и протеже ван Россема Бертран Гашо. Детище Дженкинса оказывается достаточно конкурентоспособным, а ван Россем активно ищет возможность подписать контракт на поставку двигателя с одним из ведущих автопроизводителей. Оба шасси были готовы в последний момент, и команда почти не имела времени на их доводку, из-за чего первый проход через предквалификацию случился лишь на четвёртом этапе. Попутно в новых условиях утрясался руководящий состав коллектива. Постепенно пилоты смогли всё чаще проходить отборочные заезды, а в гонках бороться на равных сначала в середине пелотона, а затем и постепенно приближаться к очковой зоне. Дважды удачная тактика позволила Юханссону попасть в призовую шестёрку, а в Португалии он даже смог финишировать на подиуме. Однако ван Россем после многочисленных попыток не смог ни с кем договориться о поставках конкурентоспособного двигателя, постепенно охладел к проекту и вскоре продал свои акции. Несмотря на периодические успехи, команда жила в условиях дефицита средств, из-за чего доработка шасси происходила не всегда с нужной скоростью, а неудачи в квалификациях вызывали разговоры на повышенных тонах внутри коллектива. После одной из них был уволен Гашо.
Уйдя, бельгийцы прихватили с собой и одного из основных спонсоров, что поставило команду на грань закрытия, однако в последний момент её спасли Петер Монтеверди, Карл Фойтек и Брюн Фрай. Новые владельцы вскоре стали наводить в команде собственный порядок, расставшись с людьми, которые недавно были ключевыми фигурами в проекте. Покинули команду оба отца-основателя; разругался и ушёл Дженкинс; лишился места в команде Юханссон, чей болид тут же занял сын одного из новых владельцев. Недавние мечты о борьбе с лучшими в серии постепенно сходили на нет: Монтеверди лез в работу даже тех частей команды, где его собственный опыт был близким к нулю. При всё больших проблемах с финансированием был затеян переезд в Швейцарию. К концу лета 1990 года швейцарец переосмыслил владение подобным активом и накануне Гран-при Бельгии объявил о роспуске организации.

## Результаты выступлений

### Международная Формула-3000
| 1985 | March | Cosworth V8 |                     | SIL  | THR | EST  | VAL  | PAU  | SPA  | DIJ  | PER  | ZEL  | ZAN  | DON  |     |     |
| 1985 | March | Cosworth V8 | Эмануэле Пирро      | 7    | 1   | 4    | 1    | 2    | Сход | Сход | 2    | 4    | 5    | Сход | 3   | 38  |
| 1985 | March | Cosworth V8 | Джонни Дамфриз      | Сход | 7   | Сход | 6    |      |      |      |      |      |      |      | 16  | 1   |
| 1985 | March | Cosworth V8 | Марио Хюттен        |      |     |      |      | Сход | Сход | 12   | 5    | 10   | Сход | 2    | 10  | 8   |
| 1986 | March | Cosworth V8 |                     | SIL  | VAL | PAU  | SPA  | IMO  | MUG  | PER  | ZEL  | BIR  | BUG  | JAR  |     |     |
| 1986 | March | Cosworth V8 | Эмануэле Пирро      | 2    | 3   | 2    | 19   | Сход | 6    | 13   | Сход | Сход | 1    | 1    | 2   | 32  |
| 1986 | March | Cosworth V8 | Джон Джонс          | 20   | НКВ | 6    | Сход | НКВ  | 12   | 11   | 14   | 7    | 15   | 10   | 21  | 1   |
| 1986 | March | Cosworth V8 | Кэри Брен           | 21   | НКВ | НКВ  | НКВ  |      |      |      |      |      |      |      | НКЛ | 0   |
| 1986 | March | Cosworth V8 | Уэйн Тейлор         |      |     |      |      |      |      | НКВ  |      |      |      |      | НКЛ | 0   |
| 1986 | March | Cosworth V8 | Расселл Спенс       |      |     |      |      |      |      |      | 11   | 6    | 10   | Сход | 23  | 0,5 |
| 1987 | March | Cosworth V8 |                     | SIL  | VAL | SPA  | PAU  | DON  | PER  | BRH  | BIR  | IMO  | BUG  | JAR  |     |     |
| 1987 | March | Cosworth V8 | Стефано Модена      | 4    | 1   | Сход | Сход | 2    | 6    | 4    | 1    | 1    | Сход | 6    | 1   | 40  |
| 1987 | March | Cosworth V8 | Пьер-Анри Рафанель  | 16   | 4   | 8    | Сход | 3    | Сход | Сход | Сход | Сход | 14   | Сход | 13  | 7   |
| 1988 | March | Cosworth V8 |                     | JER  | VAL | PAU  | SIL  | MNZ  | PER  | BRH  | BIR  | BUG  | ZOL  | DIJ  |     |     |
| 1988 | March | Cosworth V8 | Фолькер Вайдлер     | Сход | 12  | НКВ  | 14   | 9    | Сход | 6    | 4    | НС   | Сход | 6    | 15  | 5   |
| 1988 | March | Cosworth V8 | Альфонсо де Винуэса | НКВ  | НКВ | НКВ  |      |      |      |      |      |      |      |      | НКЛ | 0   |
| 1988 | March | Cosworth V8 | Стив Кемптон        |      |     |      |      |      |      | НКВ  |      |      |      |      | НКЛ | 0   |
| 1988 | March | Cosworth V8 | Расселл Спенс       |      |     |      |      |      |      |      |      | 11   | НКВ  | Сход | НКЛ | 0   |

Жирным выделен старт с поул-позиции. Курсивом — быстрейший круг в гонке.

### Формула-1
| 1989 | Onyx ORE-1            | Ford DFR V8 | G |                 | БРА  | САН  | МОН  | МЕК  | США  | КАН  | ФРА | ВЕЛ  | ГЕР  | ВЕН  | БЕЛ  | ИТА  | ПОР  | ИСП  | ЯПО  | АВС  | 10 | 6 |
| 1989 | Onyx ORE-1            | Ford DFR V8 | G | Стефан Юханссон | НПКВ | НПКВ | НПКВ | Сход | Сход | ДСК  | 5   | НПКВ | Сход | Сход | 8    | НПКВ | 3    | НПКВ | НПКВ | НПКВ | 10 | 6 |
| 1989 | Onyx ORE-1            | Ford DFR V8 | G | Бертран Гашо    | НПКВ | НПКВ | НПКВ | НПКВ | НПКВ | НПКВ | 13  | 12   | НПКВ | Сход | Сход | Сход |      |      |      |      | 10 | 6 |
| 1989 | Onyx ORE-1            | Ford DFR V8 | G | Юрки Ярвилехто  |      |      |      |      |      |      |     |      |      |      |      |      | НПКВ | Сход | НПКВ | Сход | 10 | 6 |
| 1990 | Onyx ORE-1 Onyx ORE-2 | Ford DFR V8 | G |                 | США  | БРА  | САН  | МОН  | КАН  | МЕК  | ФРА | ВЕЛ  | ГЕР  | ВЕН  | БЕЛ  | ИТА  | ПОР  | ИСП  | ЯПО  | АВС  | —  | 0 |
| 1990 | Onyx ORE-1 Onyx ORE-2 | Ford DFR V8 | G | Стефан Юханссон | НКВ  | НКВ  |      |      |      |      |     |      |      |      |      |      |      |      |      |      | —  | 0 |
| 1990 | Onyx ORE-1 Onyx ORE-2 | Ford DFR V8 | G | Грегор Фойтек   |      |      | Сход | 7    | Сход | 15   | НКВ | НКВ  | Сход | НКВ  |      |      |      |      |      |      | —  | 0 |
| 1990 | Onyx ORE-1 Onyx ORE-2 | Ford DFR V8 | G | Юрки Ярвилехто  | НКВ  | НКВ  | 12   | Сход | Сход | Сход | НКВ | НКВ  | НКЛ  | НКВ  |      |      |      |      |      |      | —  | 0 |